# Where Were We?
Where Were We? är det första avsnittet av andra säsongen av TV-serien How I Met Your Mother. Det hade premiär på CBS den 18 september 2006.

## Sammandrag
Gänget försöker få Marshall att sluta tänka på Lily. 

## Handling
Under sommaren är Ted och Robin extremt lyckliga över sitt nya förhållande, medan Marshall är deprimerad över att ha gjort slut med Lily. Barney tvingas höra på båda killarna. Ted övervakar Marshall så att han inte ringer Lily. 
Efter 40 dagar har Marshall ännu inte lämnat lägenheten. De försöker på olika sätt föra honom tillbaka till livet: Barney tar honom till en strippklubb, Ted till en baseboll-match och Robin till en skjutbana. När han hittar en kreditkortsräkning till Lily i posten sänks hans humör igen eftersom han föreställer sig hur hon lever sitt liv utan honom. Barney ger honom idén att titta på ett kontoutdrag på internet för att se de senaste inköpen. Då upptäcker Marshall att kortet har använts på ett hotell i New York.
När Marshall ringer hotellrummet svarar en mansröst. Han planerar att åka till hotellet, men då får Ted ett utbrott och säger att han är patetisk. Marshall går med på att stanna hemma och Ted och Robin åker iväg på en romantisk helgresa. Barney får ansvar för Marshall, men tappar bort honom inom kort.
Ted åker till hotellet och hittar Marshall i baren. Marshall har gått upp och slagit ner den man som bodde i Lilys rum. Det visar sig att mannen hade stulit hennes kreditkort. Därmed försvann Marshalls sista länk till Lily. 
Ted påminner Marshall om hur han var på college, innan han träffade Lily. Därför, anser Ted, får han inte låta uppbrottet med Lily förstöra hans liv. 
Så småningom går livet så smått vidare för Marshall. Han gör (illasmakande) pannkakor åt Ted och Robin, och han följer med till baren. En kväll kommer Lily dit, men hon vänder i dörren när hon ser sina vänner.

## Kulturella referenser
- Barneys tal om hur han, Marshall och Ted ska "vara där" är en anspelning på Tom Joads tal i slutet av Vredens druvor.
- Lily säger till George Clinton att hon vill dansa på scenen med honom som Courteney Cox. Skådespelerskan är med i Bruce Springsteens video till låten "Dancing in the Dark", där hon tas upp från publiken och dansar.
- Robin citerar Andra tillägget i USA:s konstitution, som talar om rätten att bära vapen.
- Barney och Ted retas med Robin och frågar om hennes lösning för att få Marshall att må bättre är att titta på filmen Love Actually.